# Europese kampioenschappen veldrijden 2006
De Europese kampioenschappen veldrijden 2006 was de 4de editie van de Europese kampioenschappen veldrijden georganiseerd door de UEC.
Het kampioenschap bestond uit de volgende categorieën:
| • Vrouwen elite (17 jaar en ouder)  | 0000 1990 en ouder |
|                                     |                    |
| • Mannen beloften (19 t/m 22 jaar)  | 0000 1985 - 1988   |
| • Jongens junioren (17 t/m 18 jaar) | 0000 1989 - 1990   |

## Medailleoverzicht
| Categorie        | Goud                 | Goud   | Zilver            | Zilver | Brons           | Brons  |
| Mannen           | Mannen               | Mannen | Mannen            | Mannen | Mannen          | Mannen |
| ---------------- | -------------------- | ------ | ----------------- | ------ | --------------- | ------ |
| Mannen beloften  | Niels Albert         |        | Zdeněk Štybar     |        | Rob Peeters     |        |
| Jongens junioren | Vincent Baestaens    |        | Joeri Adams       |        | Ramon Sinkeldam |        |
| Vrouwen          |                      |        |                   |        |                 |        |
| Vrouwen elite    | Daphny van den Brand |        | Hanka Kupfernagel |        | Marianne Vos    |        |

## Resultaten

### Vrouwen elite
| №      | Naam                 | Land |
| ------ | -------------------- | ---- |
| Goud   | Daphny van den Brand | NED  |
| Zilver | Hanka Kupfernagel    | GER  |
| Brons  | Marianne Vos         | NED  |
| 4      | Birgit Hollmann      | GER  |
| 5      | Reza Ravenstijn      | NED  |
| 6      | Helen Wyman          | GBR  |
| 7      | Maryline Salvetat    | FRA  |
| 8      | Laurence Leboucher   | FRA  |
| 9      | Vania Rossi          | ITA  |
| 10     | Susanne Juranek      | GER  |

### Mannen beloften U23
| №      | Naam                  | Land |
| ------ | --------------------- | ---- |
| Goud   | Niels Albert          | BEL  |
| Zilver | Zdeněk Štybar         | CZE  |
| Brons  | Rob Peeters           | BEL  |
| 4      | Dieter Vanthourenhout | BEL  |
| 5      | Romain Villa          | FRA  |
| 6      | Jempy Drucker         | LUX  |
| 7      | Tom Van Den Bosch     | BEL  |
| 8      | Ondrej Bambula        | CZE  |
| 9      | Lukas Kloucek         | CZE  |
| 10     | Julien Taramarcaz     | SUI  |

### Jongens junioren
| №      | Naam              | Land |
| ------ | ----------------- | ---- |
| Goud   | Vincent Baestaens | BEL  |
| Zilver | Joeri Adams       | BEL  |
| Brons  | Ramon Sinkeldam   | NED  |
| 4      | Thomas Girard     | FRA  |
| 5      | Marek Konwa       | POL  |
| 6      | Stef Boden        | POL  |
| 7      | Peter Sagan       | SVK  |
| 8      | Pavel Adel        | CZE  |
| 9      | Jim Aernouts      | BEL  |
| 10     | Ole Quast         | GER  |

## Medaillespiegel
| Plaats | Land      | Goud | Zilver | Brons | Totaal |
| 1      | België    | 2    | 1      | 1     | 4      |
| 2      | Nederland | 1    | 0      | 2     | 3      |
| 3      | Duitsland | 0    | 1      | 0     | 1      |
| 3      | Tsjechië  | 0    | 1      | 0     | 1      |
| Totaal | Totaal    | 3    | 3      | 3     | 9      |

Kampioenschappen:  Wereldkampioenschappen · 
 Europese kampioenschappen · 
 Belgische kampioenschappen · 
 Nederlandse kampioenschappen
Klassementen:  Wereldbeker · 
 Superprestige · 
 GvA Trofee · 
 Budvar Cup · 
 Challenge national
2003 · 
2004 · 
2005 · 
2006 · 
2007 · 
2008 · 
2009 · 
2010 · 
2011 · 
2012 · 
2013 · 
2014 · 
2015 · 
2016 · 
2017 · 
2018 · 
2019 · 
2020 · 
2021 ·
2022 ·
2023 ·
2024 ·
2025 ·
2026